# 언젠가 우리의 밤도 지나가겠죠
언젠가 우리의 밤도 지나가겠죠는 아이즈원의 발라드 장르의 곡으로, "BLOOM*IZ"의 11번째 수록곡이다. 
'언젠가 우리의 밤도 지나가겠죠'의 아티스트는 아이즈원으로 기재 되어 있지만, 실제 녹음에 조유리, 김채원, 최예나만이 참여한 것으로 알려졌다. 이는 아이즈원이 발표한 대한민국 음원 중 최소 인원이 참여한 유닛 음원이다.

## 배경
2019년 5월, 조유리는 아이즈원이 출연 중인 자체 프로그램 《IZ*ONE 에너지 캠》에서 작사·곡에 도전하여 음원을 준비 중이라는 사실을 밝힌다. 이를 위해 기타를 새롭게 배우고 있다는 사실 역시 공개한다. 약 반년 뒤인 2019년 11월, 여타 수록곡과 함께 "BLOOM*IZ" 음반의 'FIESTA'를 비롯한 수록곡들과 함께 대중에게 조유리의 작사·작곡 음원으로 존재가 알려졌다.
다만, 엠넷의 서바이벌 프로그램 투표 조작 사건의 여파로 활동이 중지되어 정식 발표는 4개월 뒤인 2020년 2월 공개되었다. 레코드 레이블인 지니뮤직 등은, "위로를 얻었다는 이야기에 함께 위로를 받았고, 사랑에 감사하다"는 의미를 담은 곡이라고 전했다.

## 평가
"BLOOM*IZ"의 '언젠가 우리의 밤도 지나가겠죠' 뿐만 아니라, 수록곡 중 'SPACESHIP' 등 멤버들이 작사·작곡에 참여한 음원들이 있기 때문에, "BLOOM*IZ" 음반이 가장 아이즈원 다운 앨범이 만들어 질 수 있었다는 평가가 있다.

## 공연 활동
'언젠가 우리의 밤도 지나가겠죠'의 방송 무대 공연 이력은 없으며, 2차례 콘서트 무대를 가진 바 있다. 2020년 9월 13일 개최된 아이즈원의 단독 콘서트 ONEIRIC THEATER에서 아이즈원 멤버 전원이 가사를 나누어 불렀다. 마지막 단독 콘서트로 알려진 ONE, THE STORY 2일차 무대인 2021년 3월 14일, 녹음에 참여한 최예나, 김채원, 조유리 3명이 가창한 것으로 알려졌다.

## 차트
| 차트 (2020)          | 최고 순위 |
| -------------------- | --------- |
| 대한민국 (가온 차트) | 32        |